# Felipe Ángeles (Tolcayuca)
General Felipe Ángeles también conocido como Los Ángeles es una localidad de México localizada en el municipio de Tolcayuca en el estado de Hidalgo.

## Geografía
Se encuentra en la región geográfica de la cuenca de México (Valle de Tizayuca). Le corresponden las coordenadas geográficas 19° 53’ 46.206” de latitud norte y 98° 55’ 34.348” de longitud oeste, con una altitud de 2336 m s. n. m. Cuenta con un clima semiseco templado.
En cuanto a fisiografía se encuentra en la provincia de la Eje Neovolcánico, dentro de la subprovincia de Lagos y volcanes de Anáhuac; su terreno es de llanura. En lo que respecta a la hidrografía se encuentra posicionado en la región del Pánuco, dentro de la cuenca del río Moctezuma, en la subcuenca del río Tezontepec.

## Demografía
En 2020 registró una población de 3900 personas, lo que corresponde al 18.26 % de la población municipal. De los cuales 1860 son hombres y 2040 son mujeres.
| Gráfica de evolución demográfica de Felipe Ángeles entre 1940 y 2020                         |
|                                                                                              |
| Población de los censos y conteos del Instituto Nacional de Estadística y Geografía (INEGI). |